# 사부아의 마리 아델라이드
사부아의 마리 아델라이드(프랑스어: Marie Adélaïde de Savoie 마리 아델라이드 드 사부아[*], 이탈리아어: Maria Adelaide di Savoia 마리아 아델라이데 디 사보이아[*], 1685년 12월 6일 ~ 1712년 2월 12일)는 프랑스의 왕족 부르고뉴 공작 도팽 루이의 아내로 루이 15세의 생모이다.

## 생애
토리노에서 사르데냐 왕국의 초대 군주 비토리오 아메데오 2세와 그 왕비 오를레앙의 안나 마리아의 큰딸로 태어났다. 여동생 마리아 루이사 디 사보이아 왕녀는 펠리페 5세에게 시집가 스페인의 왕비가 되었다.
1697년 루이 14세의 손자이자 도팽 루이 (그랑 도팽)의 장남 부르고뉴 공작 루이와 결혼했다. 두 사람은 정략결혼으로 맺어진 부부임에도 불구하고 대단히 금슬이 좋았고, 세 명의 아들을 두었다. 1711년, 시아버지 도팽 루이가 천연두로 세상을 떠나자 마리 아델라이드의 남편 루이는 프랑스의 왕태자가 되었다. 그러나 이듬해 천연두(또는 홍역)로 2월 12일 마리 아델라이드가 죽고, 2월 18일에는 남편 부르고뉴 공작 루이가, 3월 8일에는 부부의 장남 브르타뉴 공작 루이가 차례로 죽었다. 가족 중에 유일하게 살아남은 루이는 훗날 루이 15세로 즉위했다. 루이 15세의 딸 마리 아델라이드는 할머니의 이름을 따서 명명되었다.

## 자녀
| 사진 | 이름               | 생일            | 사망                  | 기타                     |
| ---- | ------------------ | --------------- | --------------------- | ------------------------ |
|      | 브르타뉴 공작 루이 | 1704년 6월 25일 | 1705년 4월 13일       | 요절                     |
|      | 브르타뉴 공작 루이 | 1707년 1월 8일  | 1712년 3월 8일(5세)   | 사혈 치료를 받다가 요절. |
|      | 루이 15세          | 1710년 2월 15일 | 1774년 5월 10일(64세) | 왕위 계승. 슬하 2남 8녀  |